# Apanuugak
Dans la mythologie inuit, Apanuugak est un héros représenté soit comme un guerrier sujet à l'erreur qui mène à la vieillesse, soit comme un être maléfique.
On dit qu'Apanuugpak est devenu orphelin alors qu'il était encore un petit garçon - ses deux parents sont morts. Les gens autour de lui l'ont attaqué et tourmenté, mais il n'a jamais riposté contre eux, ne leur a jamais crié dessus, pensant que quand il serait grand, il aurait assez de temps pour se venger.
Il est imaginé comme un guerrier et un défenseur fort, courageux et habile. On dit qu'il pouvait sauter plus haut que ses ennemis et que sa voix ressemblait à celle d'une grue. Apanuugak est mort de vieillesse dans la demeure de son village.